# Tour de Maubourguet
La tour de Maubourguet est une ancienne porte de ville de la commune de Saint-Loubouer, dans le département français des Landes. Elle est inscrite aux monuments historiques par arrêté du 7 octobre 1935.

## Présentation
Le village de Saint-Loubouer est fortifié et entouré de remparts au XIIIe siècle , pendant la présence anglaise en Aquitaine.
La tour de Maubourguet (signifiant « mauvais village ») est érigée entre de la fin du XIIIe siècle et le début du XIVe siècle, vraisemblablement par les Anglais, comme porte d'entrée principale de la ville. Trois autres portes semblables sont construites à la même époque puis démolies, deux lors des guerres de Religion, la troisième en 1839.
La tour de Maubourguet est de plan carré. Elle est percée d'un arceau ogival surmonté d'une pièce de forme à peu près carrée. Cette pièce est percée d'une meurtrière sur chacun de ses quatre côtés. Un des murs est adossé à la grange du château Renaissance des anciens seigneurs d'Abadie et de Noguès. La tour devait à l'origine être plus élevée et comporter des créneaux.

## Galerie

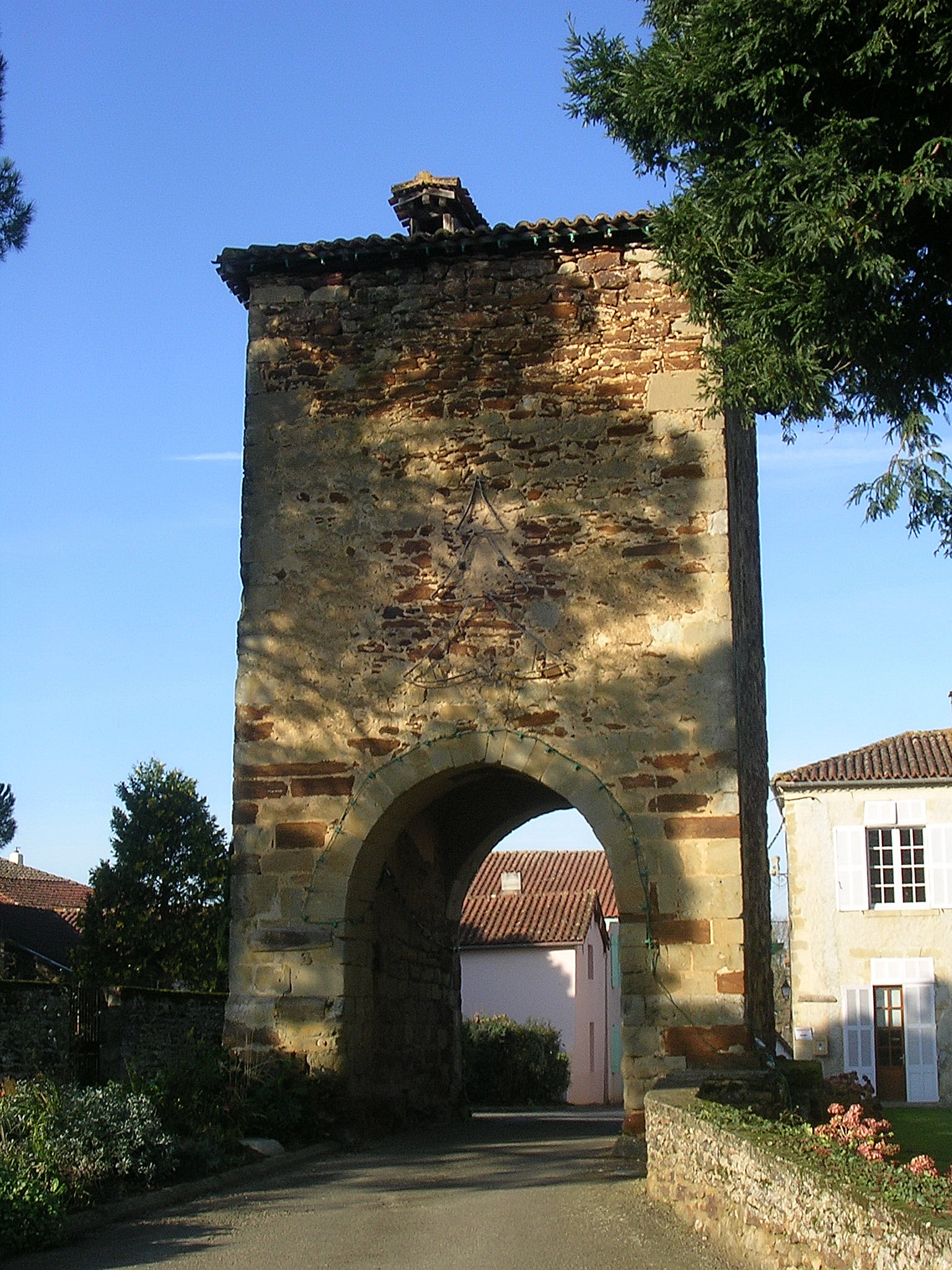
Tour de Maubourguet